# Острівці (Вараський район)
Острівці́ — село в Україні, у Володимирецькій селищній громаді Вараського району Рівненської області. Населення становить 398 осіб.

## Історія
У 1906 році село Володимирецької волості Луцького повіту Волинської губернії. Відстань від повітового міста 98 верст, від волості 9. Дворів 29, мешканців 233.
12 червня 2020 року, відповідно до розпорядження Кабінету Міністрів України № 722-р від «Про визначення адміністративних центрів та затвердження територій територіальних громад Рівненської області», увійшло до складу Володимирецької селищної громади Володимирецького району.
19 липня 2020 року, в результаті адміністративно-територіальної реформи та ліквідації Володимирецького району, село увійшло до складу Вараського району.

## Населення
За переписом населення 2001 року в селі мешкали 394 особи. 100 % населення вказали своєї рідною мовою українську мову.

## Відомі люди
Затірка Федір Прохорович народився 20 січня 1926 р. в с. Острівці Володимирецького району. Батьки: Затірка Прохор Михайлович, Затірка Парасковія.
17 березня 1944 року призваний на війну. 30 жовтня 1950 року демобілізувався.
Нагороджено орденом «За мужність», орденом «Вітчизняної війни», орденом «Слави 3 ступеня», двома орденами «Червона Зірка», ювілейною медаллю «70 років збройних сил СРСР».
Помер 1 липня 2002 року.